# موج ناهم‌زمان

خم شدن مژک‌ها در ریتم ناهم‌زمان که نمایی از یک موج ایجاد می‌کند

شبیه‌سازی امواج ناهم‌زمان در پاهای یک هزارپا

موج ناهم‌زمان (انگلیسی: Metachronal wave) یا آهنگ ناهم‌زمان (metachronal rhythm) به حرکت‌های موجی گفته می‌شود که به وسیلهٔ کنش پی‌درپی (و نه کنش هم‌زمان) در ساختارهایی مانند مژک، قطعات بدن کرم‌ها یا پاها ایجاد می‌شود. این حرکت‌ها نمایی از یک موج در حال حرکت را به وجود می‌آورند.
موج مکزیکی نمونه‌ای بزرگ‌مقیاس از موج ناهم‌زمان است. این الگو به‌طور گسترده‌ای در طبیعت دیده می‌شود، مانند حرکت مژک‌های بسیاری از موجودات آبزی از جمله شانه‌دارتباران، نرم‌تنان، مژک‌داران و همچنین در بافت پوششی بسیاری از اندام‌های بدن. مژک‌های منفرد زمانی که در قالب موج ناهم‌زمان برای حرکت آغازیان به کار می‌روند، هر یک به شیوه‌ای ضربه می‌زنند که شبیه ضربهٔ صفحه‌ای یک تاژک است. تفاوت اینجاست که ضربهٔ بازیابی آن‌ها نسبت به ضربهٔ مؤثر زاویه‌ای ۹۰ درجه دارد، به طوری که مژک‌ها از برخورد با یکدیگر جلوگیری می‌کنند.
ریتم‌های ناهم‌زمان را می‌توان در حرکات هماهنگ پاهای هزارپاییان و دیگر بی‌مهرگان خشکی‌زی با پاهای متعدد مشاهده کرد، همچنین در حرکات هماهنگ حشرات اجتماعی نیز دیده می‌شود.
چنین حرکت ناهم‌زمانی نشان داده است که ویژگی‌های انتقال سیال را در مژک‌های طبیعی بهبود می‌بخشد. حرکت ناهم‌زمان همچنین در سامانه‌های ریزسیال مصنوعی با استفاده از رشته‌های مغناطیسی بازتولید شده است.